# Oliwa (Danzig)
Oliwa (kaschubisch Òlëwa; deutsch Oliva) ist ein Bezirk der Stadt Danzig (Gdańsk) in der Woiwodschaft Pommern in Polen.
Als damals noch selbständiger Ort wurde Oliva durch die Seeschlacht von Oliva (1627), den Vertrag von Oliva (1660) und durch das Kloster Oliva in der Geschichtsschreibung bekannt.

## Geographische Lage
Die Ortschaft liegt in der historischen Region Westpreußen, etwa zehn Kilometer nordwestlich der Stadtmitte Danzigs am Fuße des 107 Meter hohen Karlsbergs, 30 Meter über dem Meeresspiegel. Sie hat eine Fläche von 18,40 km².
Im Norden grenzt Oliwa an die selbstständige Stadt Sopot (Zoppot), im Osten an die Gdańsker Stadtteile Jelitkowo (Glettkau), Przymorze (Konradshammer) und Zaspa-Młyniec (Saspe-Mühlenhof), im Süden an Strzyża (Striess), VII Dwór (Pelonken) und Brętowo (Brentau), im Südwesten an Matarnia (Mattern) sowie im Westen an Osowa (Espenkrug).
Der Ostseestrand in Jelitkowo (Glettkau) ist etwa vier Kilometer nordöstlich vom Ortskern Oliwas entfernt.

## Geschichte

Lage von Oliwa im Danziger Stadtgebiet

Über Jahrhunderte bestand die Ortschaft hauptsächlich aus einem Zisterzienserkloster, dem Kloster Oliva. 1175 ließen sich deutsche Mönche aus dem Kloster Kolbatz bei Stettin in dem von ihnen Oliva genannten Ort nieder, um Seelsorge zu betreiben; 1178 stattete sie der pommerellische Herzog Sambor I. mit Ländereien aus seinem Besitz aus. Außerhalb der Klausur bauten die Äbte, die ursprünglich ebenso wie die Mönche deutscher Herkunft waren, eine Abtei. Seit 1309 gehörte Oliva zum Gebiet des Deutschordensstaats.
Seit ihrer Gründung wurde die Klosteranlage mehrfach zerstört, jedoch immer wieder instand gesetzt. In den Jahren 1224, 1234 und 1236 zerstörten sie die heidnischen Pruzzen, in den Jahren 1432 und 1433 zweimal die Polen.
Bereits während der Zugehörigkeit zum Deutschordensstaat Preußen war die Region um Oliva von Danzig aus verwaltet worden, das sich 1440 dem gegen den Orden opponierenden Preußischen Bund und 1466 freiwillig dem autonomen, unter der Schirmherrschaft der polnischen Krone stehenden Preußen Königlichen Anteils angeschlossen hatte. Damit setzte in Pomerellen ein schleichender Prozess der Polonisierung ein, der von der polnischen katholischen Kirche gefördert wurde. Seit 1538 mussten die Mönche des Klosters Oliva Polen sein. Nachdem die neun Kilometer entfernte Stadt Danzig zum lutherischen Glauben übergetreten war, wurde Oliva zum Hort der Gegenreformation und daher im Jahr 1577 von den Danzigern teilweise zerstört.
In der Danziger Bucht vor Oliva fand während des Polnisch-Schwedischen Krieges am 28. November 1627 die Schlacht von Oliva statt. Der Vertrag von Oliva vom 3. Mai 1660 beendete den Zweiten Nordischen Krieg.
Im Zeitraum 1754–56 wurde die Abtei durch ein Schloss im Rokokostil ersetzt, den Äbtepalast zu Oliva.
Durch die Erste Teilung Polen-Litauens 1772 wurde Oliva Teil des Königreichs Preußen. Die Preußen beschlagnahmten den gesamten Besitz der Zisterziensermönche. Der Ort hatte etwa 500 Einwohner und rund 70 Gebäude. Im Jahr 1804 wurde Oliva Verwaltungssitz der umliegenden Dörfer.
Um 1789 lebten in dem Kloster 48 Mönche, und um die Klosteranlage herum war ein Flecken mit Wirtshäusern und Gasthöfen entstanden, in dem auch Handwerker wohnten und der 70 Haushaltungen (Feuerstellen) umfasste. Das Schloss wurde zuletzt bis 1836 von dem Abt und Fürstbischof des Ermlandes, Josef von Hohenzollern-Hechingen, bewohnt. Von 1927 bis 1945 war in ihm das Landesmuseum für Danziger Geschichte untergebracht.
Durch den Frieden von Tilsit 1807 wurden Ortschaft und Kloster Teil des von Napoleon Bonaparte installierten Freistaats Republik Danzig. 1814 kamen Danzig und die umliegenden Ortschaften durch den Wiener Kongress erneut zu Preußen zurück; 1818 wurden die letzteren Teil des Landkreises Danzig.

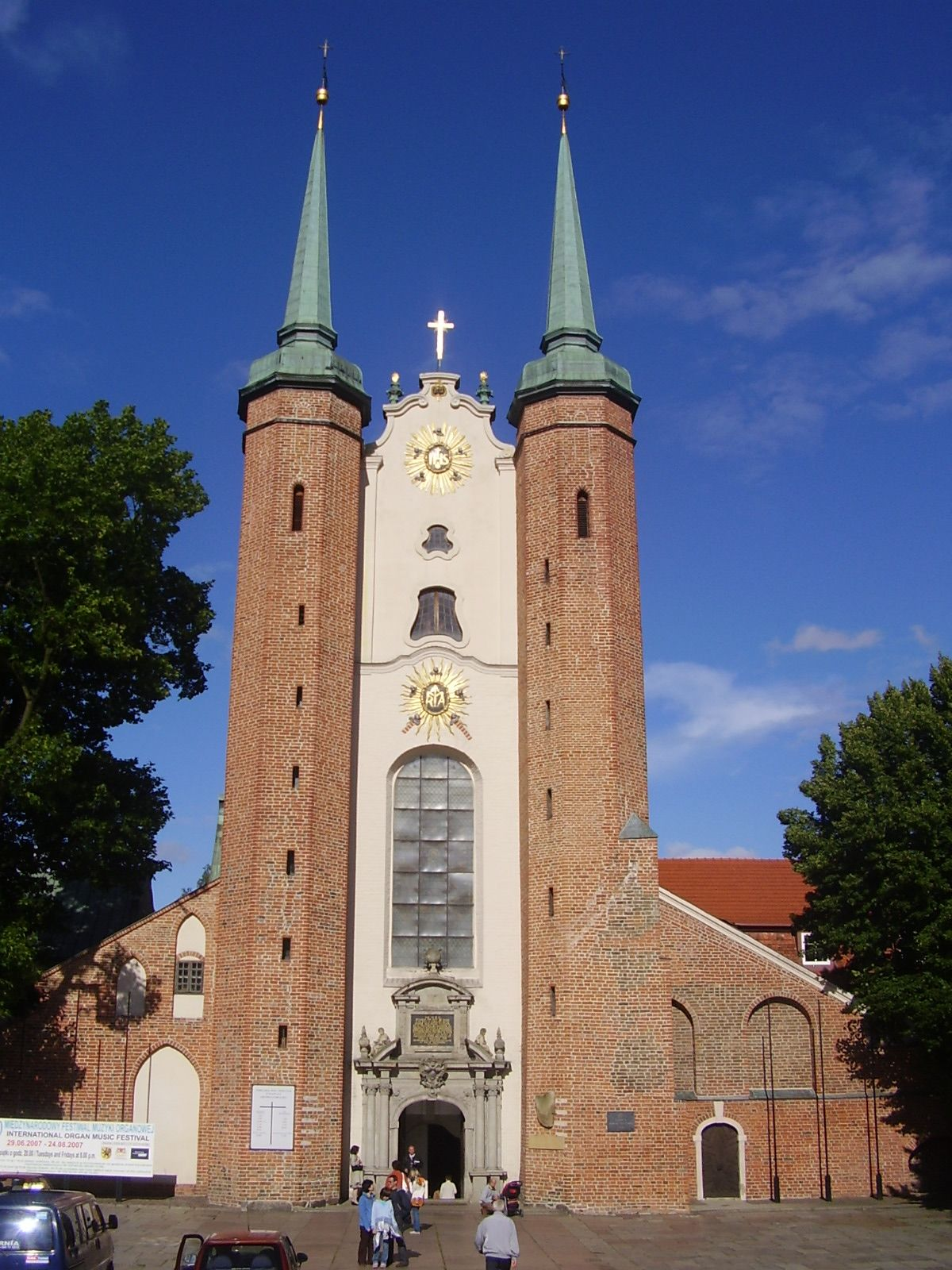
Dom

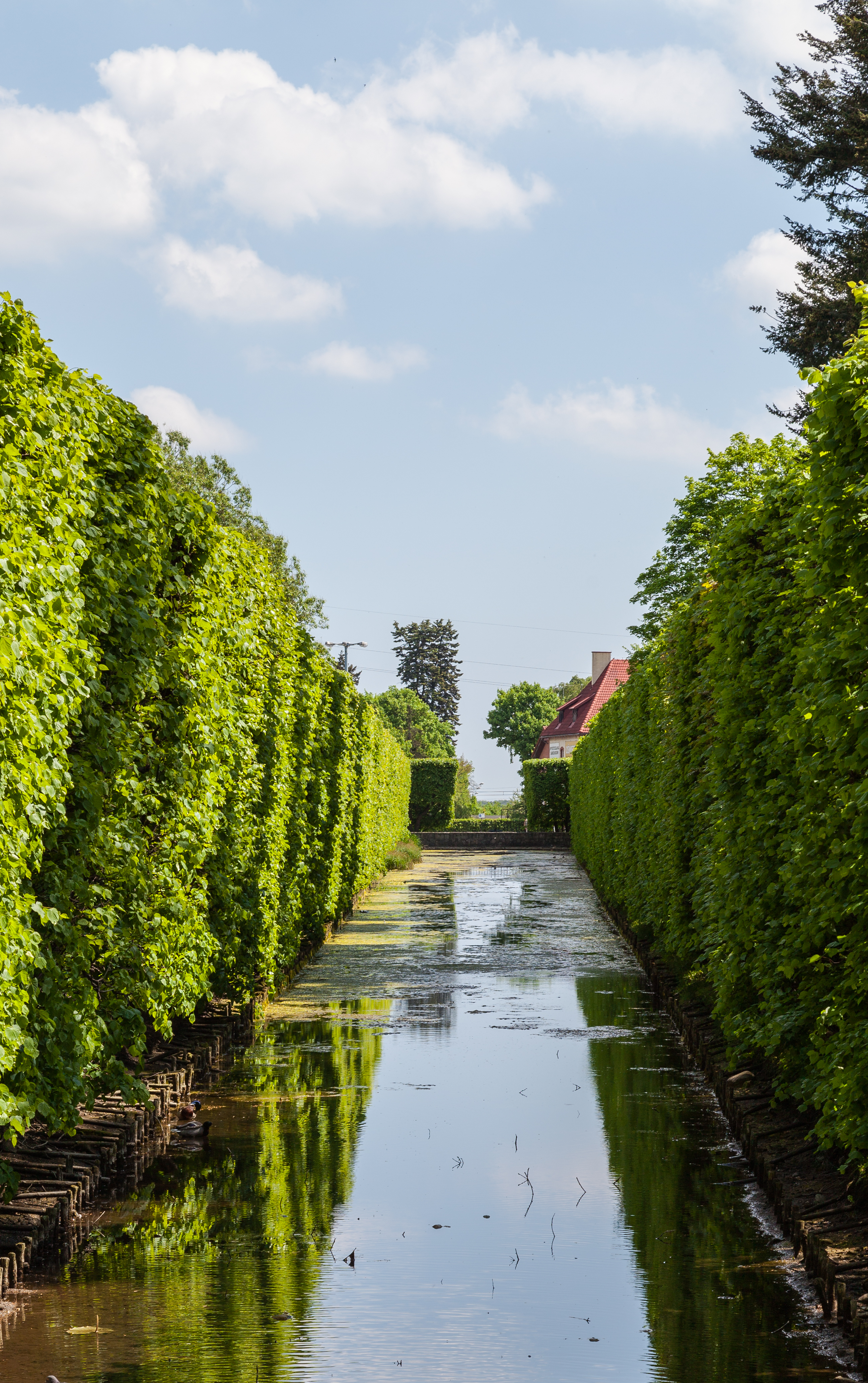
Adam-Mickiewicz-Park

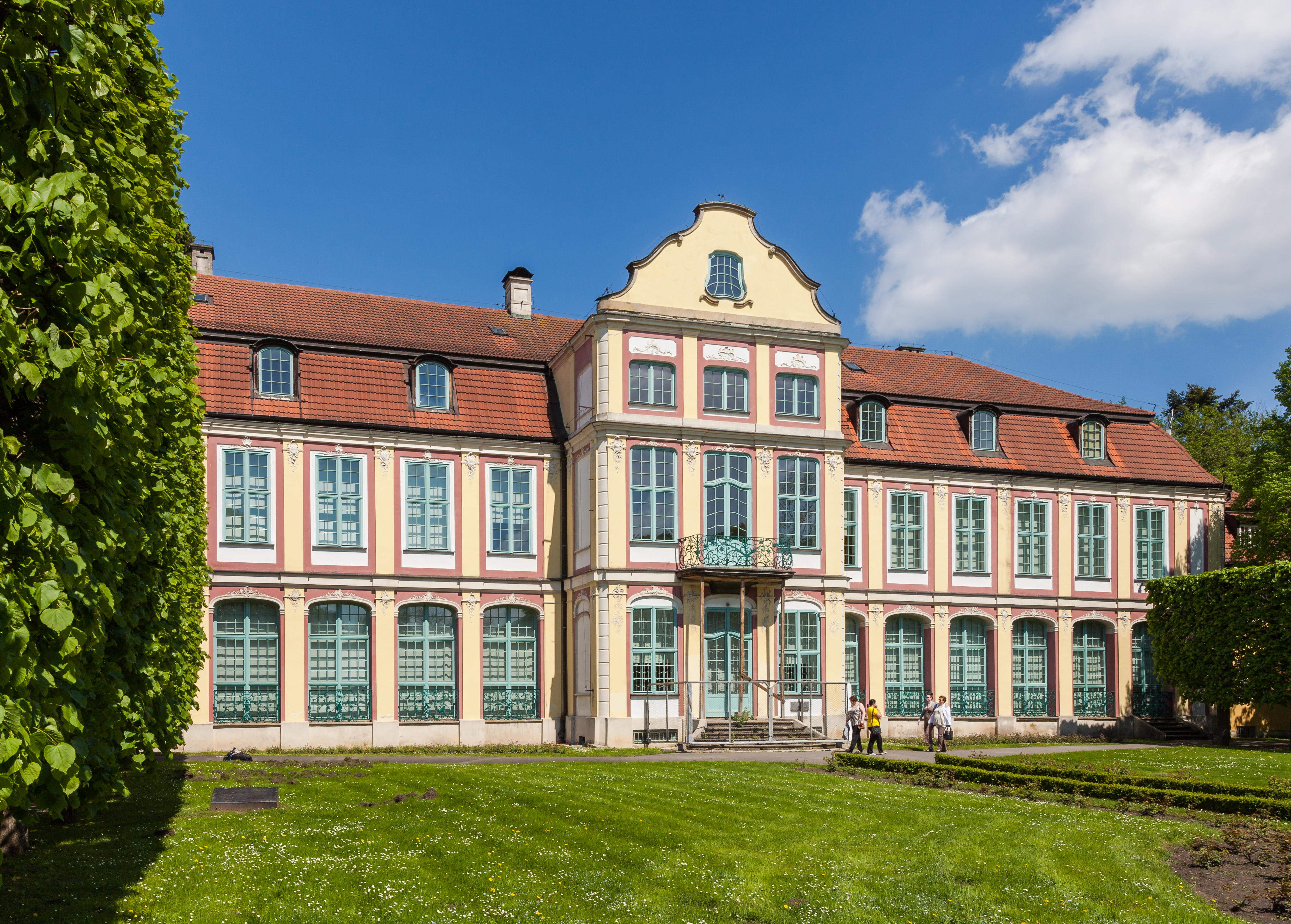
Äbtepalast des Klosters Oliva

1831 wurde das Kloster säkularisiert. Eine der beiden Kirchen wurde katholisch, die andere evangelisch.

Klosteranlage und Dorf Oliva um die Mitte des 19. Jahrhunderts.

Durch den Bau der Eisenbahnstrecke Köslin–Stolp–Danzig erhielt Oliva Anschluss an das Eisenbahnnetz. Der Bahnhof Oliva wurde 1870 eröffnet.
Am 21. Juni 1873 wurde die Pferdebahn, die heute als elektrische Straßenbahn Danzig mit Oliva und Langfuhr verbindet, eröffnet.
1874 lebten etwa 3.000 Menschen in Oliva. 1887 wechselte Oliva in den neuen Kreis Danziger Höhe.
1907 wurden Glettkau (heute Jelitkowo), Poggenkrug (Zabianka) sowie Konradshammer (Przymorze) eingemeindet.
Um 1908 gab es in Oliva eine Oberförsterei, Eisenhämmer, Dachpappen-, Seifen- und Zementfabriken, eine Ziegelei, eine Kunstgärtnerei, eine bedeutende Müllerei, ein Feierabendhaus für Lehrerinnen, eine Armen- und Arbeitsanstalt und ein Waisenhaus.
Nach Ende des Ersten Weltkriegs hatte Oliva etwa 11.000 Einwohner. Mit Inkrafttreten des Versailler Vertrags 1920 wurde der Ort Teil der unter dem Mandat des Völkerbunds stehenden Freien Stadt Danzig.
1926 wurde Oliva mit etwa 14.000 Einwohnern selbst Teil des Stadtkreises Danzig und verlor damit seine Eigenständigkeit.
Am 1. September 1939 begann auf der im Norden der Stadt Danzig vorgelagerten Halbinsel Westerplatte der Zweite Weltkrieg. Die Freie Stadt Danzig mit zu über 90 Prozent deutscher Bevölkerung wurde dem Deutschen Reich einverleibt. Polnischsprachige Bewohner wurden in der Folgezeit massiv schikaniert, zum Teil auch umgebracht. Ende März 1945 begannen alliierte Luftangriffe auf Danzig, anschließend erfolgten Bodenkampfhandlungen beim Einmarsch der Roten Armee. Hierbei wurden die Bausubstanz und die Parkanlagen der Ortschaft teilweise zerstört. Vor und während der Kampfhandlungen fand die Evakuierung und Fluchtbewegung der deutschsprachigen Bevölkerung gen Westen statt. Auch das Schloss wurde bei den Kämpfen in Mitleidenschaft gezogen und brannte ab.
Nach Kriegsende wurde die Ortschaft zusammen mit Westpreußen und der südlichen Hälfte Ostpreußens unter polnische Verwaltung gestellt. In Oliva begann nun die Zuwanderung von Menschen, die im Zuge der Zwangsumsiedlung von Polen aus den ehemaligen polnischen Ostgebieten 1944–1946 vertrieben worden waren. Im Frühjahr 1945 erhielt Oliwa – so nun der offizielle Name – seine alten Stadtrechte, verlor die Selbstständigkeit aber schnell wieder und wurde ein Stadtteil von Danzig, das den polnischen Namen Gdańsk erhielt. Die bis 1946 in der Stadt lebende deutsche Bevölkerung wurde in der darauf folgenden Zeit vertrieben.
Am 2. Januar 1952 wurde die S-Bahn-ähnliche Verbindung SKM von Gdańsk nach Sopot mit Halt in Oliwa eröffnet – anfangs mit eingleisigem Verkehr, ab 15. Mai 1952 zweigleisig.
Der Zoologische Garten Danzig (Miejski Ogród Zoologiczny w Gdańsku) wurde am 1. Mai 1954 in Oliwa eröffnet.
Die Schlossruine wurde in den 1960er-Jahren restauriert und beherbergt seit den 1990er-Jahren wieder ein Museum.
Papst Johannes Paul II. war zweimal zu Gast in Danzig: im Juni 1987 und im Juni 1999. Er übernachtete jeweils in der Nähe des Doms zu Oliva.

### Demographie
| Jahr | Einwohnerzahl  | Anmerkungen |
| ---- | -------------- | --- |
| 1772 | 00ca. 500 ca   | in rund 70 Häusern |
| 1836 | 01.250         | in rund 100 Häusern |
| 1875 | 03.284         | [ 9 ] |
| 1880 | 03.922         | [ 9 ] |
| 1890 | 03.822         | davon 1408 Evangelische |
| 1905 | 06.894         | davon 2713 Evangelische |
| 1910 | 09.346         | am 1. Dezember, davon 3773 Evangelische, 5248 Katholiken, 30 Juden, 127 Sonstige (8479 mit deutscher, 135 mit polnischer und 898 mit kaschubischer Muttersprache, 33 Einwohner sprechen Deutsch und eine andere Sprache); auf einer Fläche von 1462 ha |
| 1919 | ca. 11.000 ca. | |
| 1926 | ca. 14.000 ca. | |

| Jahr | Einwohner | Anmerkungen           |
| ---- | --------- | --------------------- |
| 2012 | 17.728    | Stand 12. Januar 2012 |

## Bauwerke und Grünanlagen
- Dom zu Oliva (Bazylika archikatedralna w Oliwie): aus dem 14. Jahrhundert, mit 107 Metern Außenmaß längstes Zisterzienser-Kirchengebäude der Welt
- Kloster Oliva (Opactwo Cystersów w Oliwie): Von 1185 bis zu seiner Säkularisation im Jahr 1831 und erneut seit 1945 Kloster
- Äbtepalast zu Oliva (Pałac Opatów w Oliwie): 1754 bis 1756 errichtet
- Olivaer Park (Park Oliwski): 11,3 Hektar groß, ursprünglich im Besitz des Klosters, inzwischen öffentlich zugängliche Parkanlage
- Botanischer Garten Oliva (Ogród Botaniczny w Oliwie): Teil des Olivaer Parks, in den Jahren 1952 bis 1956 angelegt
- Zoologischer Garten Danzig (Miejski Ogród Zoologiczny w Gdańsku); 136 Hektar groß, über 1000 Tiere[14]
- Hauptcampus der Universität Danzig

## Persönlichkeiten

### Söhne und Töchter des Ortes
- Louis von Brauchitsch (1857–1930), preußischer Generalleutnant
- Kurt Anger (1888–1961), deutscher Offizier, zuletzt Generalmajor und Kommandeur für Kriegsgefangene im Wehrkreis XIII
- Bruno Wansierski (1904–1994), deutscher Marineoffizier, zuletzt Vizeadmiral und Mitglied der Kontrollgruppe des NVR der DDR
- Bruno Gröning (1906–1959), deutscher Wunderheiler

### Mit dem Ort verbunden
- Anton Spetzler (1869–1934), deutscher Landwirt und Politiker, im Kaiserreich in Oliva aktiv, später Reichstagsabgeordneter für den Wahlkreis 6 (Pommern)

## Sonstiges
- Der Olivaer Platz in Berlin ist nach dem Vertrag von Oliva benannt.
- Mediale Aufmerksamkeit in Deutschland erlangte Oliwa im Frühjahr und Sommer 2012 durch den Sitz des Hauptquartiers der deutschen Fußballmannschaft während der Fußball-Europameisterschaft 2012 im Hotel Dwór oliwski („Olivaer Hof“ – und nicht, wie oft fälschlicherweise in deutschen Presseartikeln wiedergegeben – „Olivenhof“).[15][16]